# 王冠 (书画家)
王冠安（1926年1月27日—2015年），原名王冠安，笔名晚成，男，吉林榆树人，中国画家、书法家，曾任中国美术家协会理事，辽宁省文联副主席，辽宁省美术家协会主席。